# Channa striata
Espèce
Synonymes
- Ophiocephalus striatus
- Ophiocephalus vagus

Statut de conservation UICN

 LC  : Préoccupation mineure
Channa striata, le tête-de-serpent ou poisson-serpent rayé, est une espèce de poissons de la famille des Channidae.

## Description
Ce poisson mesure 90 cm de long et il est carnivore, avalant tout poisson pouvant entrer dans sa bouche.

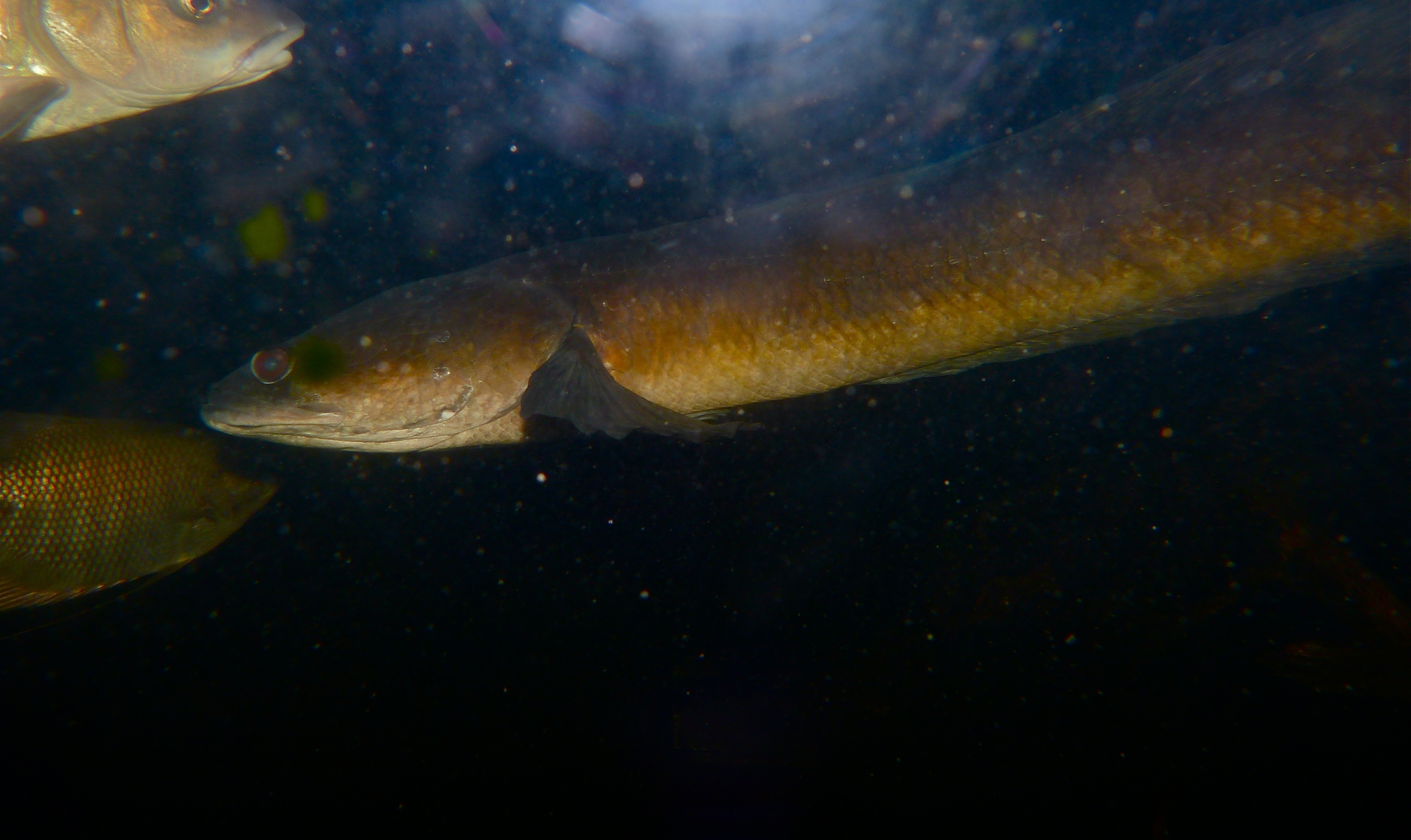
Tête-de-serpent, parc national de Taman Negara, Malaisie

## Répartition
Le tête-de-serpent Channa striata se trouve en Asie du Sud et en Asie du Sud-Est.

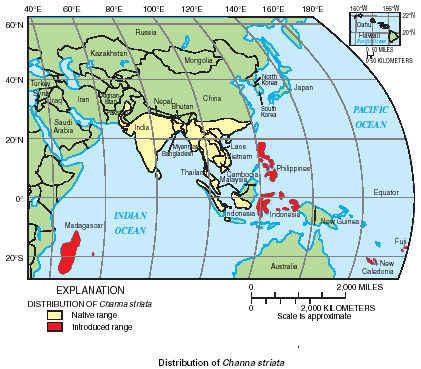
Répartition du Channa striata

Le tête-de-serpent est présent par exemple au Sri Lanka dans le parc national du Bundula ; dans les parcs nationaux thaïlandais de Khao Phra Wihan, Kaeng Krachan, Khao Sam Roi Yot et Tarutao ; dans les fleuves Chao Phraya et Mékong ; dans le parc national de Taman Negara en Malaisie péninsulaire ; dans le lac Tondano en Indonésie...

## Tradition régionale

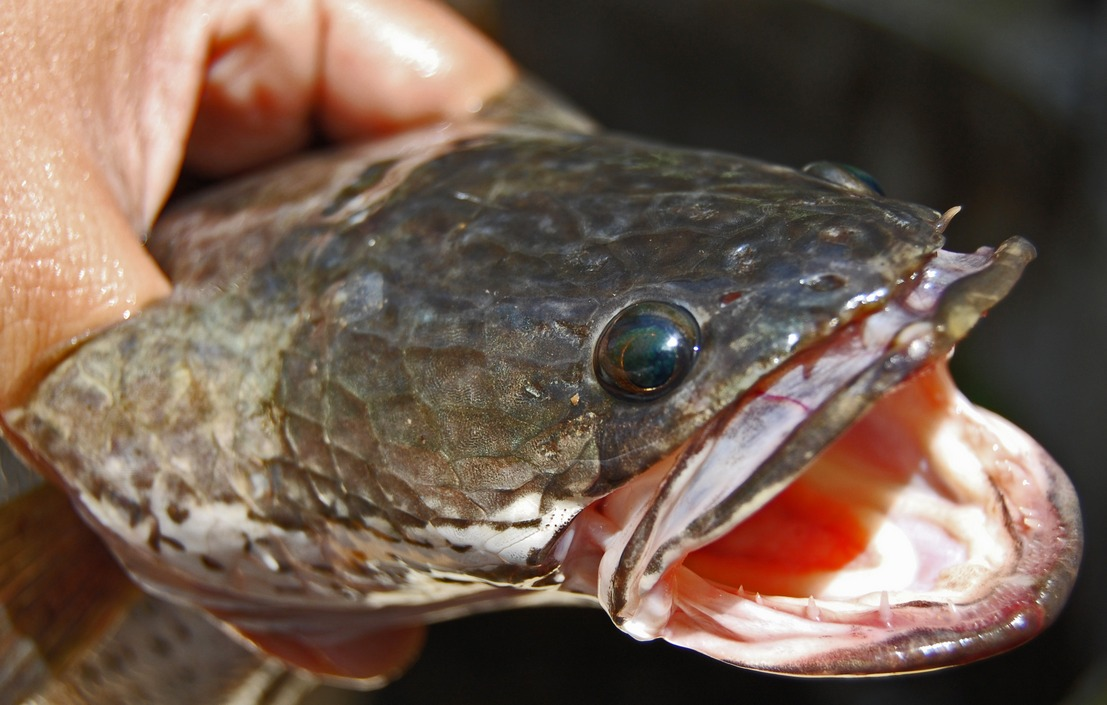
Channa striata, Java, Indonésie

La chair du Channa striata est consommée par les populations autochtones. C'est aussi souvent l'ingrédient principal du pla ra et du nam phrik pla yang, assaisonnements traditionnels thaïs probablement originaires du bassin du Mékong.
En Inde, selon les frères Bathini Goud, avaler un channa vivant garni d'une pâte jaune (dont la composition est secrète) suivi d'un régime alimentaire strict permettrait de soigner l'asthme, mais une cour de justice a considéré que ceci ne pouvait pas être considéré comme un médicament. Malgré l'absence de preuve d'une quelconque efficacité, ils le distribuent gratuitement lors d'un rituel annuel et une organisation de protection des droits des enfants réclame une interdiction à cause de potentiels effets secondaires,,.